# Памятник А. С. Попову (Екатеринбург)
Памятник Александру Степановичу Попову в Екатеринбурге установлен в центре города, в сквере его же имени (сам сквер расположен по ул. Пушкина).

## История
Идея поставить памятник одному из изобретателей радио Александру Попову в Свердловске появилась ещё в конце 1950-х годов. В юности Александр Степанович Попов жил и учился в Екатеринбурге. Вдохновительницей постройки памятника стала правнучатая племянница великого изобретателя М. В. Гуляева, много сделавшая потом и для открытия Музея радио имени Попова. В 1960 году по предложению горсовета за работу над памятником взялся скульптор Владимир Егорович Егоров. Памятник должен был стоять на улице Карла Либкнехта на повороте троллейбуса перед гастрономом «Океан». Егоров разработал три варианта памятника, а самым удачным, хоть и сложным в отливке, был второй вариант. Однако городские власти интереса к памятнику не проявили, средств на него также не было выделено, договор со скульптором был заключён по нижней границе расценок. Открытие памятника по ряду причин затянулось на 15 лет.
Подготовка к установке монумента оживилась в 1970-е годы. Инициатором установки памятника на новом месте — в сквере у почтамта — стал Меньшенин А. С., начальник Свердловского Радиоцентра.
Основой памятника мог бы быть второй вариант скульптора В. Е. Егорова — стоящая фигура с грозоотметчиком в руке, однако сложность изготовления такого памятника превышала возможности Уральского компрессорного завода, где предполагалось отлить фигуру. Поэтому скульптор вынужден был работать над третьим вариантом, на котором Попов изображён сидящим в раздумьях над своим изобретением. Памятник был собран при помощи электросварки из чугунных кусков и отполирован.
Торжественное открытие памятника состоялось 7 мая 1975 года около проспекта Ленина и Главпочтамта. Памятник со временем стал достопримечательностью города, а у студентов и преподавателей радиофакультета Уральского федерального университета уже много лет сохраняется обычай вечером 7-го мая (в День радио) совершать по проспекту Ленина шествие к памятнику, мыть его, возлагать цветы и демонстрировать ему своё почтение.
В 2005 году памятник, который прежде тридцать лет имел матовую серую тонировку (единый с постаментом цвет), был покрашен под бронзу и освящён. Освящение памятника совершил архиепископ Екатеринбургский и Верхотурский Викентий.
При установке памятника была проведена реконструкция окружающего сквера (арх. Пётр Дмитриевич Дёминцев), сооружён фонтан. Хотя до революции этот сквер назывался сквером Нурова (в честь купца и городского головы Михаила Ананьевича Нурова), теперь он всё чаще неофициально именуется сквером имени Попова.